# Yrjö Ikonen

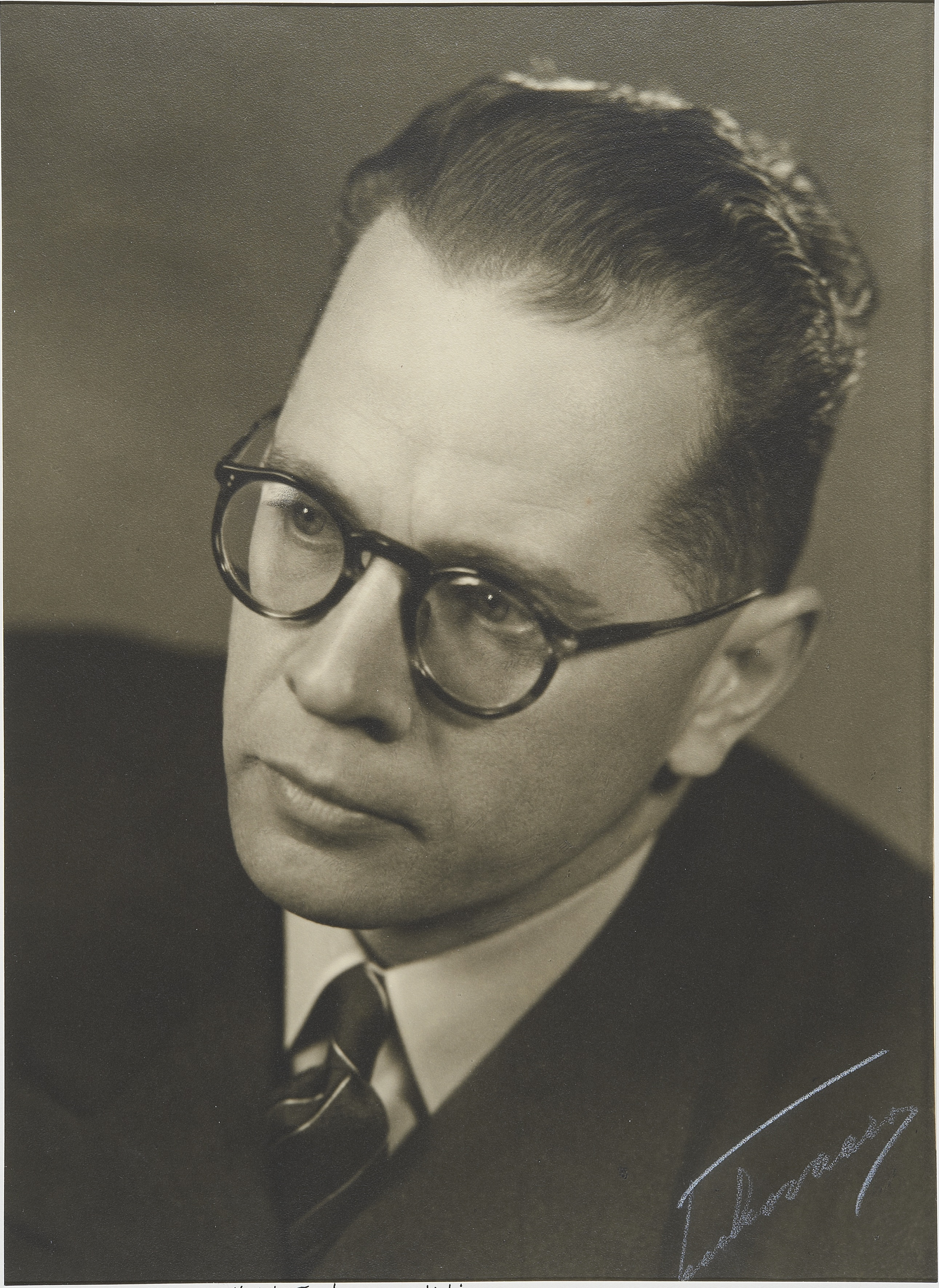
Yrjö Ikonen under 1940-talet.

Yrjö Ikonen, född 18 maj 1902 i Åbo, död 24 november 1981 i Helsingfors, var en finländsk operasångare och skådespelare. Han var farfar till Kim Ikonen och svåger till Gerda Ryselin.
Ikonen var son till stinsen Georg Johannes Ikonen och Selma Bergman. Han blev student 1921 och utexaminerades som gymnastiklärare 1928. Åren 1930–1935 studerade han sång i Stockholm, Rom, Milano, Köpenhamn, London, Wien och Zürich. 1934–1962 var han bassångare vid Finlands nationalopera. Han gav sin första konsert 1930 och konserterade utomlands fram till 1959. Han gästade även operor i Stockholm, Malmö, Oslo, Bergen, Köpenhamn, Reykjavik, Prag och Sankt Petersburg. 1952 tilldelades Ikonen Pro Finlandia-medaljen.

## Filmografi[1]
- Serenaadiluutnantti, 1949
- Piraten älskaren, 1949
- Gabriel, tule takaisin, 1951
- Rion yö, 1951
- Radio tulee hulluksi, 1952
- Omena putoaa, 1952
- Muuan sulhasmies, 1956
- Justus järjestää kaiken, 1960
- Stjärnorna, kommissarie Palmu, stjärnorna..., 1962
- Tuttavamme Tarkat (TV-serie), 1962
- Sissit, 1963
- Kaverukset (TV-serie), 1963
- Me Tammelat (TV-serie), 1965
- Tarinatalot (TV-serie), 1966
- Hanski (TV-serie), 1966
- Oppenheimerin tapaus, 1967
- Katsokaa tuomaria (TV-serie), 1969
- Tulitikkutytöt (TV-serie), 1970
- Mummoni ja Mannerheim (TV-serie), 1971
- Kotikatu (TV-serie), 2004